# Smaïl Medjeber
Smaïl Medjeber (en kabyle: Smaεil Meğver), né en 1950 dans la wilaya de Tizi Ouzou (région de Kabylie) en Algérie, est un penseur et un militant de la langue berbère. 
Surnommé « l'ambulancier de la langue amazigh », il est un ancien membre de l'OFB, fondateur en 1996 de la revue ABC Amazigh et cofondateur avec Mohamed Haroun (Masin U Haroun) de la revue Itij (le Soleil) au début des années 1970.

## Engagement militant
Au cours des années 1970, les autorités algériennes multiplient les provocations à l'endroit des militants berbéristes et des intellectuels kabyles : en janvier 1971, le cercle d'études berbères et l'Union nationale des étudiants algériens sont dissous par le pouvoir de Boumédiène après de nombreuses manifestations et arrestations. Entre 1973 et 1974, la chaire berbère de l'université d'Alger (sous la direction de Mammeri) est supprimée définitivement. 
Après la prise de conscience sur la question berbère et la succession des évènements en Kabylie durant cette période[réf. incomplète], les autorités multiplient la répression ; en juin 1974, lors de la fête de la cerise à Larbaâ Nath Irathen en Kabylie, la gendarmerie réprime violemment les manifestants mécontents en raison du remplacement de plusieurs chanteurs kabyles par des improvisations de chanteurs arabophones, faisant plusieurs victimesparmi les manifestants.
Lors d'une entrevue, Smaïl Medjeber déclare : « Des hommes et des femmes et récemment, des milliers d’enfants ont, chacun à sa manière, porté le lourd flambeau de la longue lutte pour la revendication, la réhabilitation, la renaissance et la promotion de la  langue et culture amazigh. Leur noble sacrifice n’a pas de prix. » Avec d'autres militants comme Hocine Cherradi, Mohamed Haroun, Ferhat Mehenni, Lahsene Bahbouh, Lounès Kaci, Rachid Hammiche, il fait partie des initiateurs du combat pour la langue et la culture amazigh, et leur engagement allait déboucher sur le déclenchement du Printemps berbère en avril 1980. Leur apport militant marque le combat identitaire berbère.

## L’affaire des poseurs de bombes d’El Moudjahid
Smaïl Medjeber, Mohamed Haroun, Hocine Cheradi et Lounès Kaci sont liés à l'attentat contre le quotidien El Moudjahid. Ils forment selon le gouvernement algérien un « commando de saboteurs ». Le 3 janvier 1976, les autorités procèdent à des arrestations dans les rangs des opposants au pouvoir. Parmi eux se trouvaient Smaïl Medjeber et Mohamed Haroun qui sont accusés d'« activités subversives ». Ils sont détenus et torturés. À l'époque, les autorités algériennes évoquent la piste du complot ourdi par des mains étrangères et notamment françaises et marocaines pour appuyer le verdict de culpabilité des accusés. Le recours à ce procédé vise à discréditer les véritables revendications des accusés et faire valoir la menace sur les intérêts nationaux. L'usage de pseudonymes et d'alias pour désigner les accusés (Mohamed Medjeber, alias Claude-Pascal Rousseaux, qui n'utilise pas d'alias) sert à justifier la théorie du complot venu de l'étranger[réf. nécessaire].

## Condamnation et libération
Smaïl Medjeber et Mohamed Haroun sont condamnés le 4 mars 1976 par la Cour de Sûreté de l'État, un tribunal d'exception, respectivement à la peine capitale et à la réclusion à perpétuité. Les prévenus plaident le droit à la langue et à la culture berbère. Le verdict prononcé à leur encontre leur coûte leur liberté avant qu'ils soient graciés onze ans plus tard, le 5 mars 1987 par le président Chadli Bendjedid.
Smaïl Medjeber restera marqué par la détention longtemps après sa sortie de prison.

## Après la prison
- Smaïl Medjeber fonde la revue ABC Amazigh en 1996.
- Il écrit Il faut des ambulanciers de la langue amazigh, réédité chez L'Harmattan en 2005.
- Avec Mohamed Haroun, il est un des fondateurs des revues clandestines Itij (Le soleil) et Atmaten (Les frères)[10].